# Friedhof Gmünd (Niederösterreich)

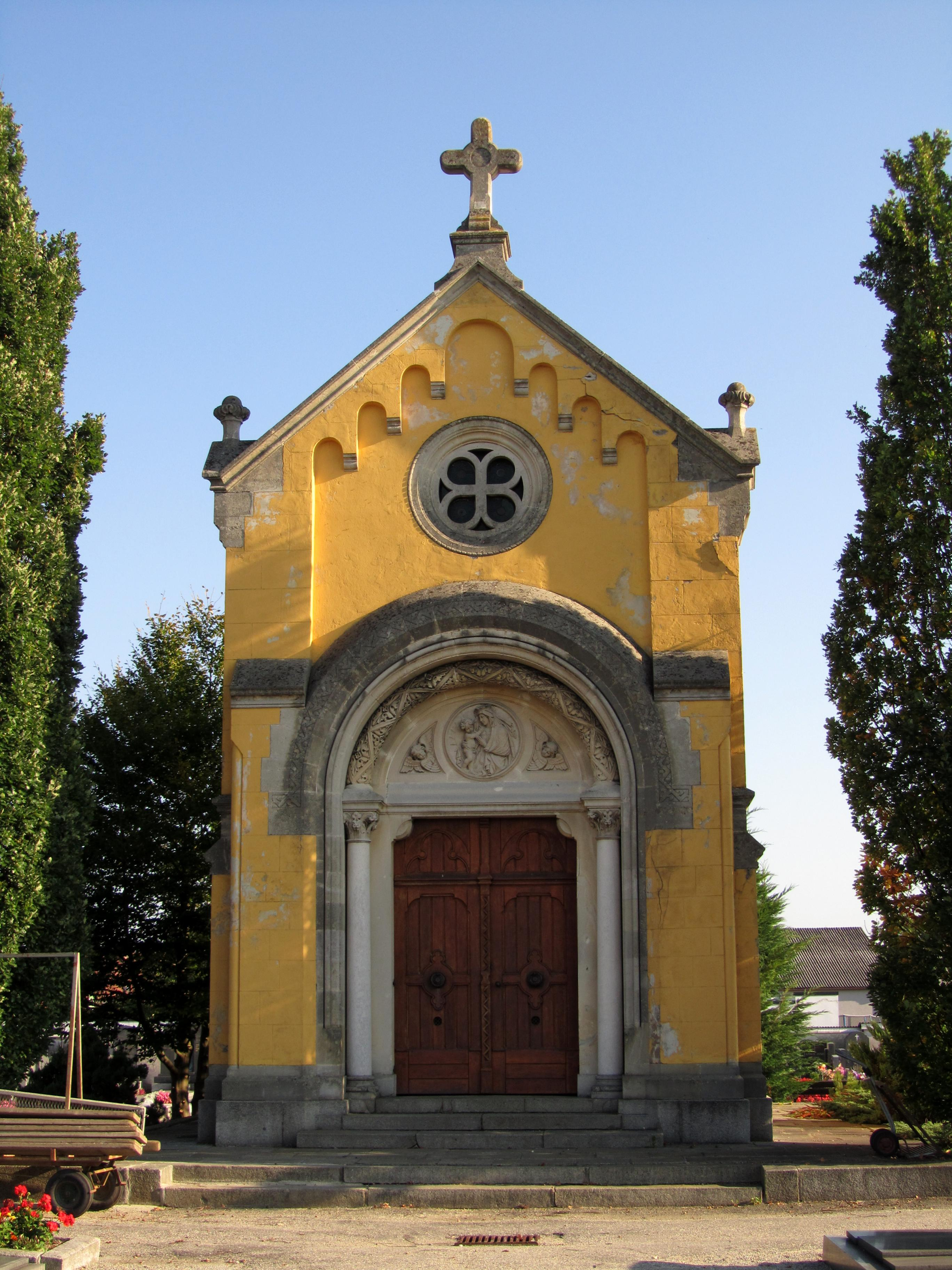
Mausoleum Sigismund von Österreich

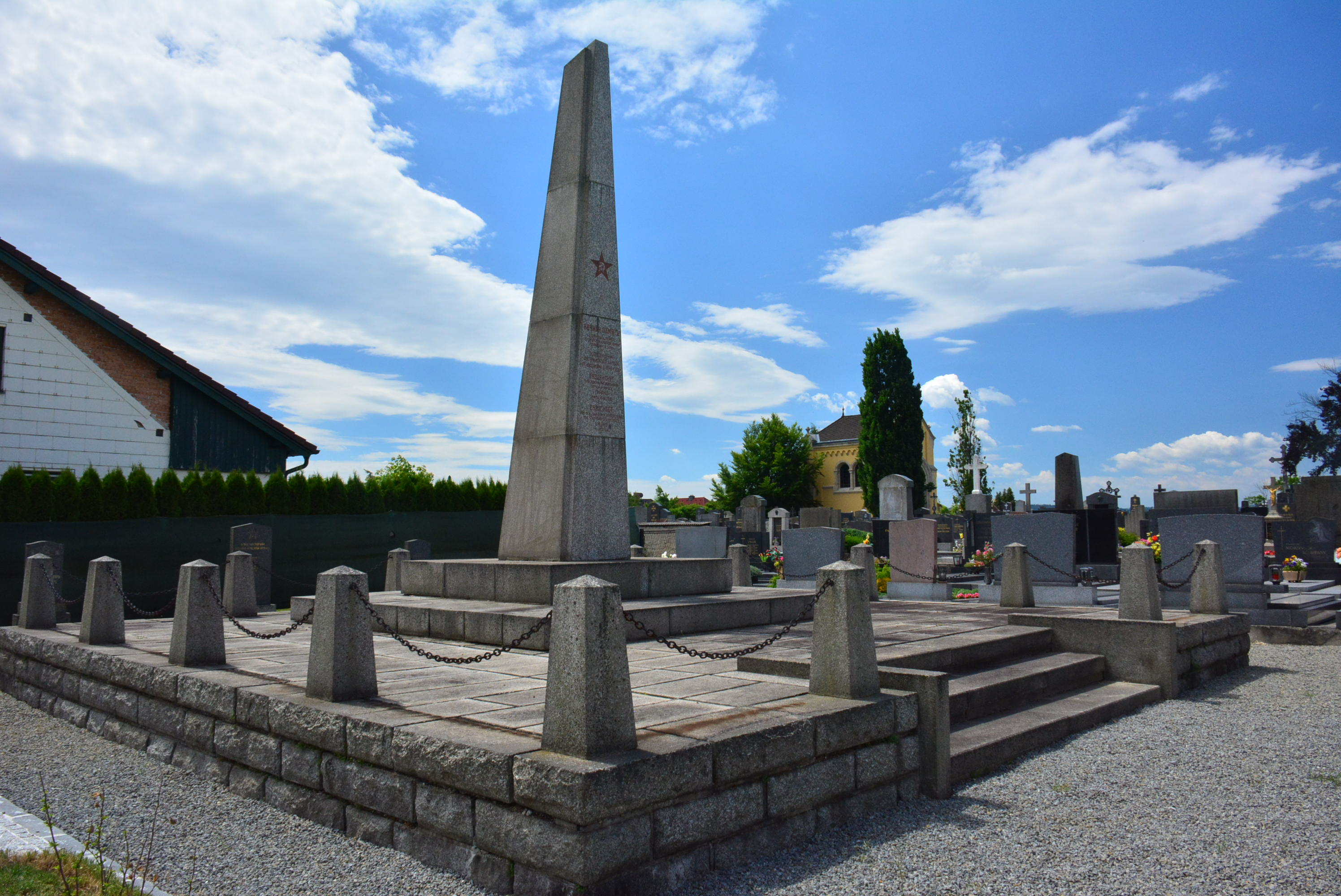
Soldatenfriedhof der Sowjetunion

Die Friedhof Gmünd steht in der Stadtgemeinde Gmünd im Bezirk Gmünd in Niederösterreich. Der Friedhof steht unter Denkmalschutz (Listeneintrag).

## Geschichte
Der Friedhof im Siedlungsgebiet Weitraerstraße und Bahnhofstraße wurde 1803 gegründet. Der Friedhof beinhaltet einen Soldatenfriedhof der Sowjetunion (1945–1946).

## Ausstattung
- Die Aufbahrungshalle um 1900 trägt einen Dachreiter.
- Das Friedhofskreuz nennt 1892.
- Das neuromanische Mausoleum Sigismund von Österreich (1826–1891) ist aus 1893. Das Trichterportal hat ein Tympanon mit dem Relief Maria mit Kind.